# Freycinetia dilatata
Freycinetia dilatata là một loài thực vật có hoa trong họ Dứa dại. Loài này được Merr. ex Elmer miêu tả khoa học đầu tiên năm 1907.